# ستون آرکادیوس

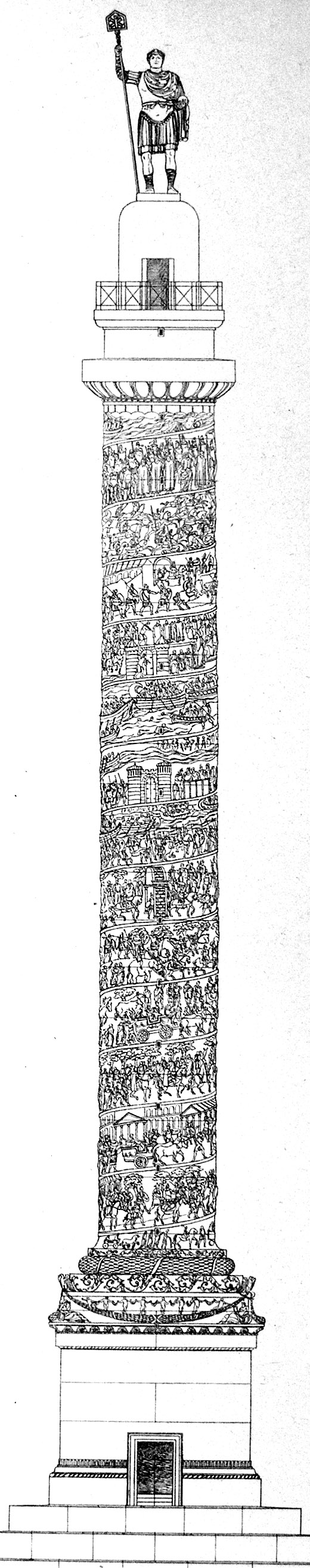
طرحی از ستون آرکادیوس

ستون آرکادیوس (به ترکی استانبولی: Arkadyos Sütunu یا Avrat Taşı) یک ستون پیروزی رومی در فروم آرکادیوس در قسطنطنیه بود که در اوایل قرن پنجم پس از میلاد ساخته شد. ستون مرمری با نقش برجسته‌های مارپیچی بر روی آن نوشته شده است و مجسمه عظیمی از امپراتور احتمالا از جنس برنز روی آن بود که در سال ۷۴۰ به پایین سقوط کرد. قله این ستون از طریق یک پلکان مارپیچی در داخل ستون قابل دسترسی بود که در حال حاضر فقط پایه سنگی عظیم آن باقی مانده است. پایه این ستون به ترکی «آورت تاش» (به ترکی استانبولی: Avret Taş) معروف است و در حسن کادن سوکاک در منطقه فاتح استانبول قرار دارد. در حال حاضر بیشتر توسط ساختمان های مدرن احاطه شده است.